# Església de Santa Maria de Matamala
Església de Santa Maria de Matamala és una obra del municipi de les Llosses inclosa en l'Inventari del Patrimoni Arquitectònic de Catalunya.

## Descripció
Església d'origen romànic, ampliada i retocada totalment a partir del segle xvii, quan s'allargà la nau amb un presbiteri que substituí l'antic absis. Posteriorment es construïren dues capelles laterals -una de les quals data del 1735-, unes golfes i dos arcs als murs de la nau per allotjar-hi altars laterals, així com un nou campanar de torre, massís, amb una gran finestra a cada cara del pis superior. També li foren afegides una capella del Santíssim a l'esquerra del presbiteri i una sagristia a la dreta.
A la segona capella de la part sud es conserva una imatge de la Mare de Déu del Roser, dita de Moreta. És del segle xviii.

## Història
L'església és esmentada des del 888, si bé fou reedificada en època romànica, al segle xii, i molt modificada després els segles xvii i XVIII.